# Barry Harris

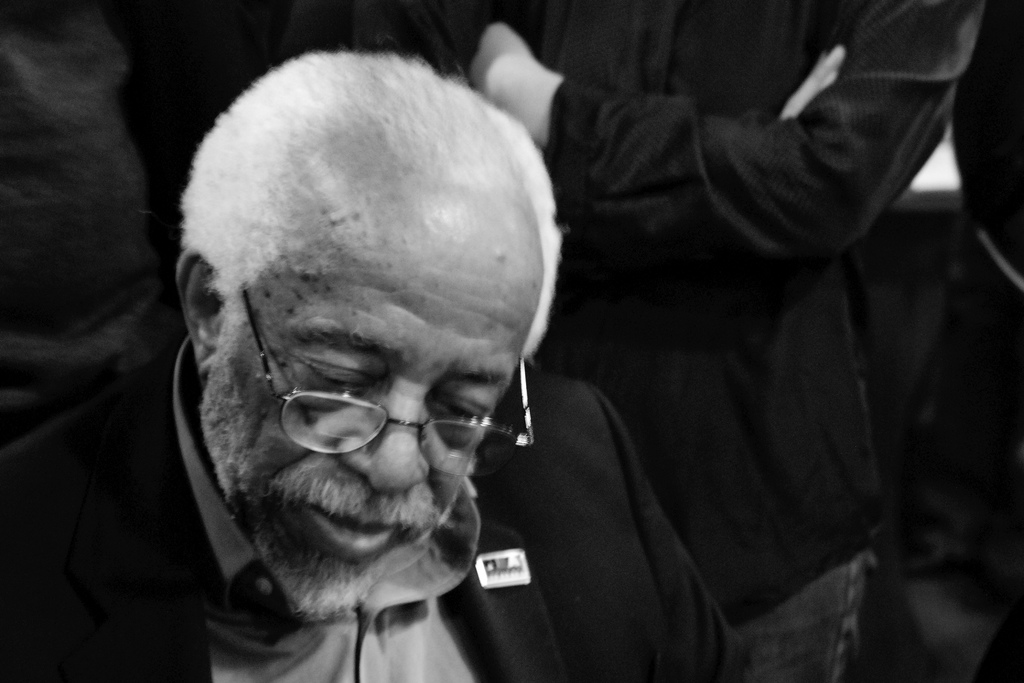
Barry Harris, 2007

Barold „Barry“ Doyle Harris (* 15. Dezember 1929 in Detroit, Michigan; † 8. Dezember 2021 in North Bergen, New Jersey) war ein US-amerikanischer Jazzpianist des Bop (Bebop und Hardbop) und Musikpädagoge.

## Leben und Wirken

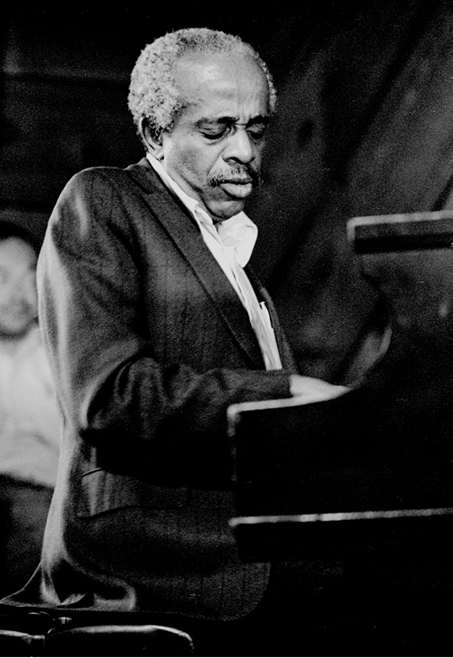
Barry Harris, 1981

Harris stammte wie sein Jugendfreund Tommy Flanagan aus Detroit, wo seine Mutter Kirchen-Pianistin war. Bereits mit vier Jahren lernte er Klavier und gewann Mitte der 1940er Jahre einen Preis in einem lokalen Klavierwettbewerb. Er spielte mit den hier beheimateten Thad Jones und Blue Mitchell (und mit seinen Jugendfreunden Pepper Adams, Doug Watkins und Paul Chambers) und begleitete als Hauspianist eines Jazzclubs durchreisende Jazzmusiker wie Lester Young, Lee Konitz, Sonny Stitt, Wardell Gray, Miles Davis, sowie eine Session mit Charlie Parker. 1950 entstanden erste Aufnahmen in Detroit unter eigenem Namen, als er zwei Titel mit Frank Foster, John Evans (Gitarre), Ray McKinney (Bass) und Ralph Clark (Schlagzeug) einspielte. Im Jahre 1955 wirkte er an Donald Byrds erstem Album mit (First Flight); 1956 tourte er mit Max Roach, spielte mit Art Farmer und 1960 mit Cannonball Adderley. Im selben Jahr zog er nach New York.
In den 1960er Jahren war Harris dort regelmäßig Begleiter von Coleman Hawkins (1965 bis 1969), nahm mit Dexter Gordon ("Biting the Apple", 1976), Hank Mobley, Yusef Lateef und Illinois Jacquet auf und assistierte 1974 seinem Vorbild Thelonious Monk, mit dem er engen Kontakt in der Wohnung von Pannonica de Koenigswarter hatte, die in Monks letzten Jahren für ihn sorgte (er ist mit Flanagan auch in dem Dokumentarfilm Thelonious Monk - straight no chaser von Charlotte Zwerin von 1988 zu hören). Als Pianist ist er außerdem stark von Bud Powell beeinflusst. 1982 gründete er das Jazz Cultural Center in New York, eine Mischung aus Unterrichtsstätte (er unterrichtete bis ins hohe Alter Jazz und Jazzpiano mit einer eigenen Methode, wie schon ab 1958) und Auftrittsstätte für sich und Musiker ähnlicher Richtung. 2013 trat er im Village Vanguard mit seinem Trio aus Ray Drummond (Bass) und Leroy Williams (Schlagzeug) auf. Im Bereich des Jazz war er laut Tom Lord zwischen 1950 und 2019 an 188 Aufnahmesessions beteiligt.
Auf Harris’ Lehrtätigkeit geht die Bebopskala zurück, die er aber "sixth-diminished" scale nannte.
1989 erhielt er den NEA Jazz Masters Fellowship. Im Jahr 2000 hatte er einen Gastauftritt bei Regina Carters Album Motor City Moments.
Er starb am 8. Dezember 2021 an Komplikationen einer COVID-19-Erkrankung.

## Diskographische Hinweise
Als Bandleader bzw. Solist
- Barry Harris at the Jazz Workshop (Riverside, 1960) mit Sam Jones, Louis Hayes
- Preminado (Riverside 1961) mit Joe Benjamin, Elvin Jones
- Chasin’ the Bird (Riverside, 1962) mit Bob Cranshaw, Clifford Jarvis
- Luminescence! (Prestige 1967) mit Slide Hampton, Junior Cook, Pepper Adams, Bob Cranshaw, Lennie McBrowne
- Magnificent! (Prestige, 1970) mit Ron Carter, Leroy Williams
- Barry Harris plays Tadd Dameron (Xanadu 1975)
- The Bird of Red and Gold (Xanadu 1982)
- For the Moment (Uptown, 1984)
- Live at Maybeck Recital Hall, Volume Twelve (Concord, 1990) solo
- Confirmation (Candid 1991)
- I'm Old Fashioned (M&I; 1998), mit George Mraz, Leroy Williams, Chor
- Dave Glasser, Clark Terry, Barry Harris: Uh! Oh! (Nagel-Heyer, 2000)
- Last Time I Saw Paris (Venus, 2000), mit George Mraz, Leroy Williams
- Live in New York (Reservoir, 2002), mit Roni Ben-Hur, Paul West, Leroy Williams
- Live from New York, Volume 1 (Lineage, 2004), mit John Webber, Leroy Williams
- Live in Rennes (Plus Loin, 2005), mit Mathias Allamane, Philippe Soirat

Als Sideman
- Dexter Gordon: Gettin' Around (Blue Note, 1965)[5]
- Coleman Hawkins: Wrapped Tight (Impulse, 1965)
- Yusef Lateef: Eastern Sounds (OJC, 1961)
- Charles McPherson: Con Alma (OJC, 1965)
- Lee Morgan: The Sidewinder (Blue Note 1963)
- Red Rodney: Bluebird (Camden, 1973–81)

### Nachrufe
- Yahvé M. de la Cavada: Muere Barry Harris, figura fundamental del piano de jazz. El Pais, 9. Dezember 2021, abgerufen am 10. Dezember 2021 (spanisch).
- Ethan Iverson: The Greatest Teacher of America’s Great Art Form. The Nation, 15. Dezember 2021, abgerufen am 17. Dezember 2021 (englisch).
- Brian Priestley: Barry Harris: 15/12/29 – 08/12/21. Jazzwise, 9. Dezember 2021, abgerufen am 10. Dezember 2021 (englisch).
- Giovanni Russonello: Nachruf. The New York Times, 9. Dezember 2021, abgerufen am 10. Dezember 2021 (englisch).
- Michael J. West: Barry Harris 1929 – 2021. JazzTimes, 9. Dezember 2021, abgerufen am 10. Dezember 2021 (englisch).